# Puy du Pas des Sables
Le puy du Pas des Sables est un cône volcanique de l'île de La Réunion, département d'outre-mer français dans le sud-ouest de l'océan Indien. Partie du massif du Piton de la Fournaise, il est situé sur le plateau des Hauts appelé plaine des Remparts, au bord de sa limite orientale, le rempart des Sables ; il tire d'ailleurs son nom d'un col qui franchit ce rempart montagneux et permet le passage de la route forestière du Volcan, laquelle contourne par ailleurs le pied du Puy par le nord-est, le pas des Sables. Administrativement, il est situé sur le territoire de la commune de Saint-Joseph et relève du cœur du parc national de La Réunion. Son sommet est constitué par un cratère volcanique dont le centre atteint 2 354 mètres d'altitude.